# Бёрч, Тори
Тори Бёрч (англ. Tory Burch;род. 17 июня 1966 года) — американский дизайнер, предприниматель и филантроп. Она является исполнительным председателем и главным креативным директором своего собственного бренда Tory Burch LLC. В 2015 году заняла 73-е место в списке самых влиятельных женщин в мире по версии журнала Forbes.

## Юность
Бёрч родилась в Валли-Фордж в Пенсильвании в семье Ревы и Ира Эрла Робинсона (1923—2007). Она росла с тремя братьями на ферме рядом с Valley Forge National Historical Park.
Её отец был влиятельным инвестором, который унаследовал место на фондовой бирже и компанию по производству бумажных стаканчиков. Бёрч имеет еврейские корни по материнской линии.
Тори посещала школу Агнес Ирвин в Роузмонте, штат Пенсильвания, где подружилась с дизайнером ювелирных изделий, Карой Росс. Она начинала свою деятельность в компании Benetton Group, в торговом центре Король Пруссии. Затем поступила в Пенсильванский университет, где специализировалась на истории искусств, окончив его в 1988 году.

## Карьера
После окончания университета Тори переехала в Нью-Йорк, где работала у югославского дизайнера Зорана, а затем в журнале Harper's Bazaar. После этого она заняла должность по связям с общественностью и рекламе у Веры Вонг, Polo Ralph Lauren и Loewe, когда там работал Нарсисо Родригес.
В феврале 2004 года Бёрч основала свой модный лейбл — TRB by Tory Burch, позже известный как Tory Burch, запустив его вместе с розничным магазином в районе Нолита на Манхэттене.
По состоянию на 2018 год сеть выросла до 250 магазинов по всему миру; модная коллекция также представлена более чем в 3000 универмагах и специализированных магазинах по всему миру.
В 2015 году Бёрч также ввела коллекцию для активного образа жизни под названием Tory Sport.
В 2005 году Бёрч получила премию Rising Star Award за лучшую розничную концепцию от Fashion Group International. В 2007 году она выиграла премию Accessory Brand Launch of the year award на конкурсе Accessories Council Excellence Awards. В 2008 году Бёрч получила премию Совета модельеров Америки как Дизайнер лучших аксессуаров года. Журнал Working Mother включил её в свой список «50 самых влиятельных мам 2015 года». В 2015 году она получила гуманитарную премию «Фонда исследований рака молочной железы имени Сандры Тауб».
Бёрч неизменно входит в список «100 самых влиятельных женщин мира» по версии журнала Forbes. По состоянию на 2015 год она входит в список Forbes как 73-я самая влиятельная женщина в мире. В ноябре 2019 года Бёрч была названа женщиной года журналом Glamour.

## Филантропия
Бёрч входит в советы директоров таких организаций, как «Совет модельеров Америки», «Общество мемориального онкологического центра Слоана-Кеттеринга», «Фонд исследований рака молочной железы», «Партнёрство Startup America Partnership» и «Фонд Барнса». Она является членом отраслевого консультативного совета Центра розничной торговли имени Джея Х. Бейкера при Уортонской школе бизнеса, а также членом Совета по международным отношениям. Она возглавляла весенний гала-концерт американского театра балета в 2007 году.
В 2009 году Бёрч основала свой фонд, который поддерживает расширение экономических прав и возможностей женщин в США через кредитование малого бизнеса, наставничество и предпринимательское образование. Выручка от магазинов Tory Burch идёт на поддержку работы фонда.
Среди своих инициатив Фонд Тори Бёрч предлагает программу предпринимательского образования в сотрудничестве с Goldman Sachs 10,000 Small Businesses и Babson College. Фонд также предлагает стипендиальную программу, предоставляющую женщинам-предпринимателям гранты на бизнес-образование и наставничество.
В 2014 году фонд запустил совместно с Bank of America инициативу, направленную на предоставление женщинам-предпринимателям доступа к недорогим кредитам и наставнической поддержке. Инициатива, первоначально названная в честь расположения первого бутика Tory Burch, теперь известна как программа капитала Фонда Тори Бёрч. К ноябрю 2017 года Bank of America выделил на эту программу в общей сложности 50 миллионов долларов, а к 2018 году программа ежемесячно предоставляла кредиты на сумму 1 миллион долларов. По состоянию на март 2019 года программа предоставила кредиты на сумму более 46 миллионов долларов более чем 2500 женщинам, а Bank of America пообещал дополнительно выделить 50 миллионов долларов.
В апреле 2014 года администрация Обамы назначила Бёрч первым членом «Президентского Совета послов по глобальному предпринимательству» успешных американских бизнесменов, приверженных развитию нового поколения предпринимателей в США и во всем мире. Другие члены PAGE включают Рида Хоффмана, соучредителя LinkedIn, и продюсера, Куинси Джонса.
В марте 2017 года Фонд Тори Бёрч запустил Embrace Ambition, глобальную кампанию по борьбе с двойными стандартами, которые существуют вокруг амбиций, которые часто рассматриваются как положительная черта у мужчин и отрицательная у женщин. Кампания включает в себя видео PSA с участием различных знаменитостей, как женщин, так и мужчин. В сентябре 2017 года Бёрч написала статью в Time о равенстве оплаты труда для женщин, отметив, как равная оплата труда приносит пользу обществу и бизнесу по всем направлениям. В апреле 2018 года Бёрч и её фонд провели первый саммит Embrace Ambition Summit — однодневное мероприятие, поддерживающее амбиции женщин и изучающее стереотипы о женщинах и амбициях на рабочем месте, в Нью-Йорке. В марте 2019 года инициатива Embrace Ambition initiative провела последовательную пятидневную серию выступлений в пяти городах: Филадельфии, Чикаго, Далласе, Сан-Франциско и Нью-Йорке.
Фонд провёл второй саммит Embrace Ambition Summit в марте 2020 года в Нью-Йорке.

## Личная жизнь
В 1993 году Тори вышла замуж за Уильяма Маклоу, сына магната недвижимости Гарри Б. Маклоу, но через год они развелись. В 1996 году она вышла замуж за Кристофера Бёрча, инвестора венчурной компании Internet Capital Group, основанной Уолтером Бакли и Кеном Фоксом. У них родились трое сыновей: Генри, Николас «Ник», Сойер. У Бёрч также есть три падчерицы от предыдущего брака. Они развелись в 2006 году. Тори продолжает пользоваться фамилией бывшего мужа.
В 2007 году Бёрч встречалась с Лэнсом Армстронгом. Затем с Лиором Коэном. В ноябре 2018 года она вышла замуж за Пьера-Ива Русселя, бывшего председателя правления и генерального директора компании LVMH. В начале 2019 года Руссель стал генеральным директором компании Tory Burch, а сама Бёрч стала исполнительным председателем и главным креативным директором компании.
Журнал Forbes подсчитал, что в 2013 году Бёрч являлась миллиардером с состоянием в 1,0 миллиарда долларов.

## Избранная фильмография
| Год  |   | Русское название | Оригинальное название | Роль              |
| ---- | - | ---------------- | --------------------- | ----------------- |
| 2009 | с | Сплетница        | Gossip Girl           | в роли самой себя |